# Anouk Gielen
Anouk Gielen (Amsterdam, 1999) is een Nederlands GroenLinks-politica. Sinds 28 maart 2019 is zij lid van de Provinciale Staten van Noord-Holland en sinds juni 2022 fractievoorzitter van GroenLinks in deze provincie.

## Biografie
Gielen zat van 2011 tot 2018 op het Cygnus Gymnasium. In 2015 startte ze met andere scholieren het Amsterdamse jongerentijdschrift INKIJK. Tijdens haar laatste schooljaar was ze voorzitter van het Landelijk Aktie Komitee Scholieren. Na haar middelbare school volgde ze tot 2022 aan de Universiteit van Amsterdam de opleiding Europese studies en was ze werkzaam voor een maatschappelijk campagnebureau. 
In 2019 stelde ze zich verkiesbaar voor de Provinciale Staten van Noord-Holland, waarna ze het jongste Statenlid van Nederland werd. In juni 2022 werd ze fractievoorzitter van GroenLinks Noord-Holland. Zij was een van de indieners van de aangenomen motie waarmee Noord-Holland reclame voor vlees, vis en fossiele producten en bedrijven zal gaan weren uit de vijfhonderd provinciale bushokjes.
Gielen was in 2023 lijsttrekker voor de Provinciale Statenverkiezingen voor GroenLinks Noord-Holland.